# Villa romana de Salar
La villa romana de Salar se localiza en la vertiente occidental de la cuenca del río Genil a su paso por la localidad granadina de Salar, situada en la comarca de Loja. La residencia romana data de entre los siglos I y V, cuando fue abandonada. Fue declarado Bien de Interés Cultural en la categoría de Zona Arqueología el 18 de mayo de 2021.

## Historia
La villa de Salar se encontraba situada cerca de una de las vías romanas de comunicación más importantes de la provincia Bética, concretamente a la vía que cruzaba transversalmente la depresión granadina. La provincia Bética, en la que se localiza Salar, era una de las provincias de mayor importancia exportadora de los productos que integran la triada mediterránea: trigo, aceite y vino. También se continúa esperando a que confirmen la importancia que tuvo esta zona de la provincia Bética y la villa de Salar en los siglos I al III d. C.

### Excavaciones
El descubrimiento del yacimiento arqueológico se produjo a raíz de las obras que comenzó a realizar la Diputación de Granada con objeto de construir una estación depuradora de aguas residuales (EDAR). Con la aparición de los restos, se paralizaron los trabajos de construcción y se llevaron a cabo dos intervenciones arqueológicas cuyo objetivo fueron la valoración de los daños causados y la documentación de los restos aparecidos.La excavación arqueológica de Salar ha sido fruto de un largo período que comenzó en octubre del año 2006 y terminó en el mes de enero del año 2013 en el que las actuaciones arqueológicas se han desarrollado durante las siguientes fases: primera actuación, desde el 9 de octubre al 21 de noviembre de 2006; segunda actuación, desde el 1 de julio al 24 de agosto de 2007; tercera actuación desde julio a octubre de 2012 y cuarta actuación arqueológica desde el día 27 de noviembre de 2012 al 8 de abril de 2013.
Los trabajos de campo de estas dos primeras intervenciones fueron dirigidas por Vanesa Zambrano y Juan Carlos Aznar la primera intervención y por Andrés Adroher la segunda, constituyendo las denominadas fases I y II. La tercera actuación fue dirigida por Taoufik El Amrani y Carlos González Martín, siendo la cuarta y última fase dirigida por Carlos González Martín. Durante todas las intervenciones los trabajos estuvieron coordinados por Carlos González, integrante de la dirección técnica del proyecto de excavación y puesta en valor asumido por Diputación de Granada y Ayuntamiento de Salar. Una vez completadas las distintas intervenciones se fueron llevando a cabo los trabajos de conservación con objeto de ejecutar el proyecto de puesta en valor del yacimiento y así poder hacerlo visitable mediante el cerramiento y la colocación de una serie de pasarelas sobre los restos exhumados. Posteriormente, la Universidad de Granada continuó la labor realizada con el arqueólogo y profesor de la Universidad de Granada Julio Román Punzón. Se han encontrado numerosos mosaicos romanos, así como una estatua de una Venus púdica del siglo II que quedará para su exhibición en el municipio.